# Roswitha Meyer
Pour les articles homonymes, voir Meyer.
Roswitha Meyer est une actrice de télévision autrichienne, née le 10 mai 1965 à Vienne, en Autriche.

## Biographie
En 1980, Roswitha Meyer commence une formation de danseuse à l'âge de quatre ans, à l'École de ballet de Vienne (Wiener Ballettschule Mitterhuber ). Puis elle a suivi des cours d'art dramatique et a assisté à la classe musicale Sam Cayne für Schauspiel, Gesang und Tanz  à l'Académie de musique et des arts du spectacle de Vienne.
Elle monte pour la première fois sur scène au théâtre Meyer Gruppe 80 de Vienne, puis au Théâtre de la Drachengasse de Vienne, au théâtre populaire viennois et au Theater in der Josefstadt. D'autres engagements ont suivi au Théâtre national Braunschweig, au Festival Luisenburg Wunsiedel et au Festival à Feuchtwangen.
Ses premières expériences de films suivent notamment la dans mini-série Xander Vrüpp aux côtés d'Ossy Kolmann et Waltraut Haas pour l'ORF. De nombreux rôles de cinéma et de télévision lui sont alors proposés.
Roswitha Meyer s'est également fait connaitre à travers la série Medicopter,, pour laquelle elle a joué pendant cinq ans, le Dr Karin Thaler. Elle participe également à des mises en scène des écrivains notoires tels que Arno Schmidt et Friederike Mayröcker.
Roswitha Meyer vit avec sa fille à Vienne. Actrice de plutôt grande stature (1,70 m), elle parle couramment l'allemand, l'anglais, le français, l'italien et l'espagnol.

## Filmographie
Sauf indication contraire, les informations mentionnées dans cette section peuvent être confirmées par la base de données cinématographiques IMDb,  présente dans la section « Liens externes ».

### Télévision
- 1991 / 1997 : Tatort : Birgit Tielmann
- 1997 : Schwarzfahrer de Nikolaus Leytner : Claudia[1]
- 2000-2007 : Medicopter : Chaque vie compte (jedes Leben zälht) : Dr. Karin Thaler
- 2000 : Julia - Eine ungewöhnliche Frau : Zahnärtzin
- 2005 : L'arche de Noé de Peter Weissflog : Petra Donnhofer
- 2006 : Küstenwache : Vivian Toefting
- 2006 : Die Entscheidung : l'assistante
- 2006-2013 : SOKO Donau : Mme Endress
- 2007 : En quête de preuves : Janette Schmidt
- 2015 : Talons aiguilles et gueule de bois de Sven Bohse

### Cinéma
- 2002 : Nogo de Gerhard Ertl et Sabine Hiebler